# Skepplanda kyrka
Skepplanda kyrka är en kyrkobyggnad belägen i Skepplanda i Ale kommun. Den tillhör sedan 2010 Skepplanda-Hålanda församling (tidigarigare Skepplanda församling) i Göteborgs stift.

## Kyrkobyggnaden
Kyrkan har medeltida ursprung och är högt belägen. Den ombyggdes radikalt 1698-1705. Långhuset hade då förlängts och koret fått en tresidig avslutning. Ett kyrktorn med lanternin och svängd, spetsig huv i väster byggdes 1753 och ett vapenhus i söder tillkom 1756. Tornet förstördes i en brand efter åsknedslag 1863, men återuppbyggdes 1864.
Kyrkan renoverades 1934 under ledning av Sigfrid Ericson.

## Takmålningar
Takmålningarna är utförda 1770 av Johan Burman. De har aldrig varit övermålade, men fick kompletteras 1970 sedan man satt igen två fönster. I koret är motivet Treenigheten och i långhuset Yttersta domen samt en tronande Jesus omgiven av de tolv apostlarna och de saliga som har kommit till himmelriket. På södra sidan väntar människor och änglar på att få komma till himlen, på den norra finns helvetet med en vingförsedd djävul, som drar ner människor i elden. På långhusets sidor finns tablåer med åtta bibliska scener. 

## Inventarier
- Predikstolen och altaruppsatsen är av Marcus Jäger den äldre och jämnåriga med kyrkan.
- Dopfunten från 1200-talet finns sedan 1731 i Sankt Peders kyrka i Lödöse.
- Altartavlan och den fasta inredningen bemålades 1717-1718 av Sven Wernberg.

## Bilder

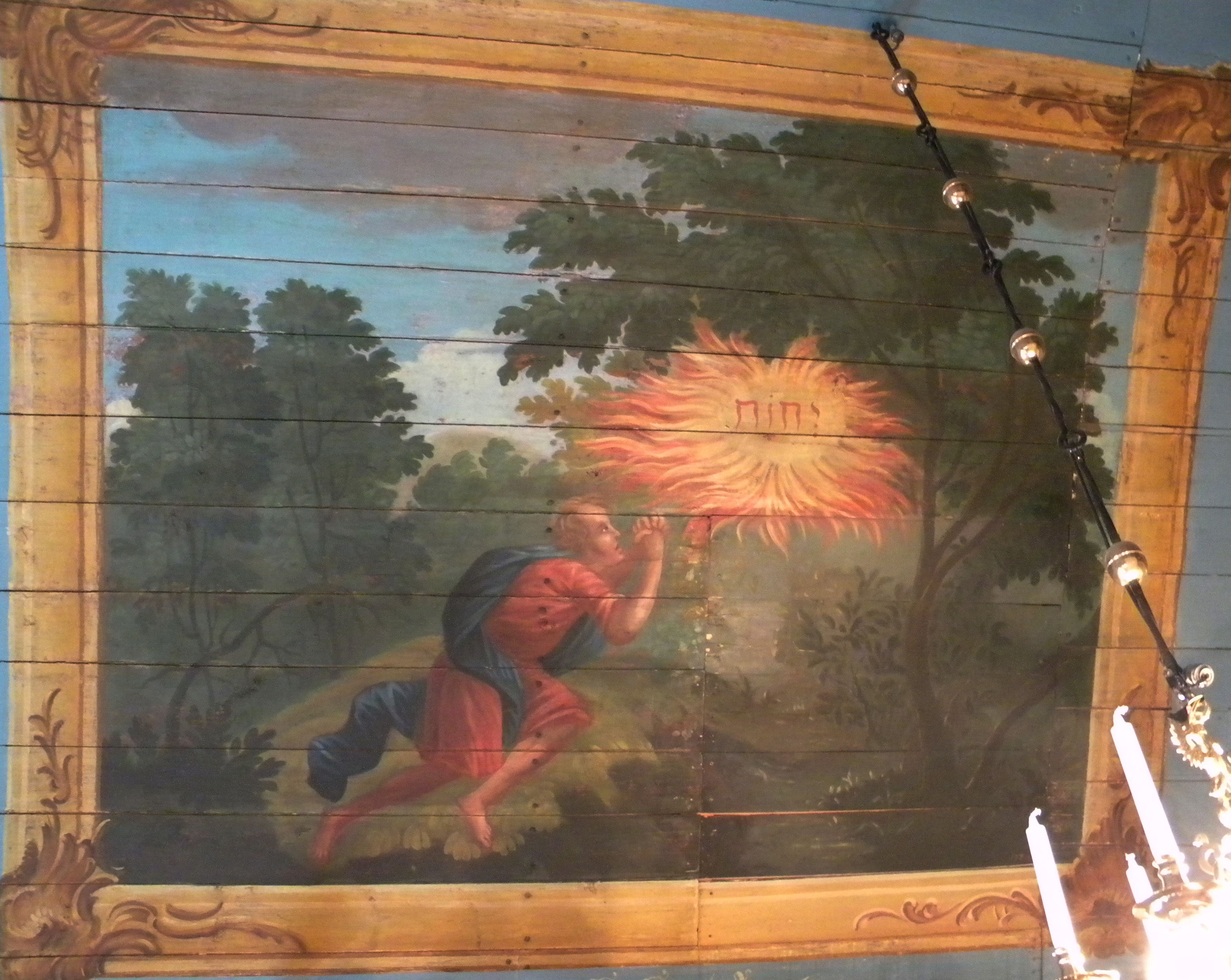
Takmålning.